# Pseudotaxus chienii
Pseudotaxus chienii là một loài thực vật hạt trần trong họ Taxaceae. Loài này được W.C.Cheng W.C.Cheng mô tả khoa học đầu tiên năm 1947.